# Boltaña
Boltaña – gmina w Hiszpanii, w prowincji Huesca, w Aragonii, o powierzchni 139,45 km². W 2011 roku gmina liczyła 1092 mieszkańców.